# 카미오 유
카미오 유우(1970년 3월 16일 ~ )는 일본의 배우이다.

## 출연작

### TV 드라마
- 2010년 ~ 2011년 - 가면라이더 오즈 - 마키 키요토 역
- 가면라이더 고스트 전설! 라이더의 혼! - 마키 키요토 역

## 영화
- 가면라이더X가면라이더 오즈&더블 feat.스컬 MOVIE 대전 CORE - 마키 키요토 역
- 극장판 가면라이더 오즈 WONDERFUL 장군과 21개의 코어 메달 - 마키 키요토 역